# Nagylak
Nagylak è un comune dell'Ungheria di 619 abitanti (dati 2001). È situato nella contea di Csongrád-Csanád.